# چاه کهنه
چاه کهنه، روستایی در دهستان حومه بخش مرکزی شهرستان بندر لنگه در استان هرمزگان ایران است.

## جمعیت
بر پایه سرشماری عمومی نفوس و مسکن در سال ۱۳۹۵، جمعیت این روستا برابر با ۵۶ نفر (۱۵ خانوار) بوده‌است.